# Raúl Rodríguez Navas
Raúl Rodríguez Navas, conocido como Raúl Navas (San Jerónimo, Sevilla, 11 de mayo de 1988), es un futbolista español que juega como defensa en el C. A. Central de la Tercera Federación.

## Trayectoria
Nacido en Sevilla, Navas jugó fútbol juvenil con el club local Sevilla F. C., por lo que sus principales debuts fueron en la temporada 2007-08 con el equipo C, en Tercera División. El 30 de mayo de 2009 jugó su primer partido profesional, apareciendo con el filial en Segunda División una derrota en casa 0-4 ante el C. D. Tenerife siendo expulsado.
En julio de 2009 Navas firmó con el Real Valladolid C. F., en un principio se le asignó al equipo B. El 16 de mayo de 2010, el día que el club de Castilla y León certificó su descenso, hizo su debut en la Liga, a partir de una derrota de visitante 0-4 contra los campeones F. C. Barcelona; en su segundo año apareció en otros juegos oficiales con el primer equipo, siendo puesto como agente libre en agosto de 2011.
En los años siguientes Navas compitió en Segunda División B, con el Celta de Vigo B y S. D. Eibar. Con este último logró dos ascensos consecutivos, en 2013 y en 2014, siendo pieza clave en ambas campañas y manteniendo la titularidad (29 partidos) con el conjunto vasco en la máxima categoría del fútbol español.
El 12 de julio de 2014 Navas firmó un contrato de un año con la Real Sociedad, que inmediatamente fue cedido al Eibar, esta vez en la Primera División de España. Hizo su debut en Primera División el 24 de agosto, en una victoria por 1-0 en casa contra la propia Real Sociedad. Para la temporada 2015-16 regresó a la Real Sociedad, donde no pudo jugar debido a problemas en el pubis. En mayo de 2017, tras convertirse en titular fijo en la zaga de la Real y clasificar para la Liga Europa de la UEFA, el sevillano renueva por tres temporadas más. En su etapa en la Real Sociedad tras superar una lesión en su primer año, llegó a ser uno de los habituales en la zaga de la Real, clasificándose para disputar la Liga Europa de la UEFA en 2017. En el equipo de San Sebastián disputó un total de 68 encuentros en tres temporadas.
Al abandonar la Real Sociedad fichó por el Club Atlético Osasuna. En las filas del conjunto navarro estaría temporada y media, en donde disputa un total de once encuentros entre la campaña 2019-20 y la 2020-21. 
El 26 de enero de 2021 se hizo oficial su fichaje por el F. C. Cartagena. El 17 de julio el club comunicó que el jugador había comunicado que iba a ejercer su cláusula de rescisión para abandonar el club. Dos días después se confirmó su marcha a la U. D. Las Palmas.
El 1 de septiembre de 2022 llegó a un acuerdo para su salida del conjunto canario y firmó por el C. D. Mirandés para seguir compitiendo en la Segunda División. Esta experiencia duró un año y el 31 de agosto de 2023 fichó por el R. C. Recreativo de Huelva. Con ellos estuvo dos temporadas jugando en Primera Federación y en agosto de 2025 firmó con el C. A. Central hasta 2026.

## Clubes
| Club                       | País   | Año       | Partidos | Goles |
| -------------------------- | ------ | --------- | -------- | ----- |
| Sevilla F. C. "C"          | España | 2007-2009 | 46       | 1     |
| Sevilla Atlético           | España | 2009      | 2        | 0     |
| Real Valladolid C. F. "B"  | España | 2009-2010 | 35       | 4     |
| Real Valladolid C. F.      | España | 2010-2011 | 6        | 0     |
| R. C. Celta de Vigo "B"    | España | 2011-2012 | 23       | 2     |
| R. C. Celta de Vigo        | España | 2011      | 1        | 0     |
| S. D. Eibar                | España | 2012-2015 | 109      | 7     |
| Real Sociedad              | España | 2015-2019 | 69       | 2     |
| C. A. Osasuna              | España | 2019-2021 | 20       | 0     |
| F. C. Cartagena            | España | 2021      | 16       | 0     |
| U. D. Las Palmas           | España | 2021-2022 | 37       | 1     |
| C. D. Mirandés             | España | 2022-2023 | 27       | 1     |
| R. C. Recreativo de Huelva | España | 2023-2025 | 48       | 2     |
| C. A. Central              | España | 2025-     |          |       |

Fuentes: BDFutbol y Lapreferente.